# Olympische Sommerspiele 2020/Teilnehmer (Papua-Neuguinea)
| Gelbes Symbol für Goldmedaillen mit stilisierten Olympischen Ringen | Graues Symbol für Silbermedaillen mit stilisierten Olympischen Ringen | Braundes Symbol für Bronzemedaillen mit stilisierten Olympischen Ringen |
| ------------------------------------------------------------------- | --------------------------------------------------------------------- | ----------------------------------------------------------------------- |
| —                                                                   | —                                                                     | —                                                                       |

Papua-Neuguinea nahm an den Olympischen Spielen 2020 in Tokio teil. Es war die insgesamt elfte Teilnahme an Olympischen Sommerspielen. Das Papua New Guinea Sports Federation and Olympic Committee nominierte acht Athleten in fünf Sportarten.

## Teilnehmer nach Sportarten

### Boxen
| Athleten | Wettbewerb              | 1. Runde   | 1. Runde | Achtelfinale  | Achtelfinale  | Viertelfinale | Viertelfinale | Halbfinale    | Halbfinale    | Finale        | Finale        | Rang |
| Athleten | Wettbewerb              | Gegner     | Ergebnis | Gegner        | Ergebnis      | Gegner        | Ergebnis      | Gegner        | Ergebnis      | Gegner        | Ergebnis      | Rang |
| -------- | ----------------------- | ---------- | -------- | ------------- | ------------- | ------------- | ------------- | ------------- | ------------- | ------------- | ------------- | ---- |
| Männer   |                         |            |          |               |               |               |               |               |               |               |               |      |
| John Ume | Leichtgewicht bis 63 kg | H. Garside | 0:5      | ausgeschieden | ausgeschieden | ausgeschieden | ausgeschieden | ausgeschieden | ausgeschieden | ausgeschieden | ausgeschieden | 17   |

### Gewichtheben
| Athleten   | Wettbewerb              | Reißen  | Reißen | Stoßen  | Stoßen | Zweikampf | Zweikampf | Rang |
| Athleten   | Wettbewerb              | Gewicht | Rang   | Gewicht | Rang   | Gewicht   | Rang      | Rang |
| ---------- | ----------------------- | ------- | ------ | ------- | ------ | --------- | --------- | ---- |
| Frauen     |                         |         |        |         |        |           |           |      |
| Dika Toua  | Bantamgewicht bis 49 kg | 72 kg   | 13     | 95 kg   | 8      | 167 kg    | 10        | 10   |
| Männer     |                         |         |        |         |        |           |           |      |
| Morea Baru | Bantamgewicht bis 61 kg | 118 kg  | 12     | 147 kg  | 10     | 265 kg    | 10        | 10   |

### Leichtathletik
Springen und Werfen 
| Athleten       | Wettbewerb | Qualifikation | Qualifikation | Finale        | Finale        | Rang |
| Athleten       | Wettbewerb | Weite/Höhe    | Rang          | Weite/Höhe    | Rang          | Rang |
| -------------- | ---------- | ------------- | ------------- | ------------- | ------------- | ---- |
| Frauen         |            |               |               |               |               |      |
| Rellie Kaputin | Weitsprung | 6,40 m        | 20            | ausgeschieden | ausgeschieden | 20   |

### Schwimmen
| Athleten       | Wettbewerb    | Vorlauf     | Vorlauf | Halbfinale    | Halbfinale    | Finale        | Finale        | Rang |
| Athleten       | Wettbewerb    | Zeit        | Rang    | Zeit          | Rang          | Zeit          | Rang          | Rang |
| -------------- | ------------- | ----------- | ------- | ------------- | ------------- | ------------- | ------------- | ---- |
| Frauen         |               |             |         |               |               |               |               |      |
| Judith Meauri  | 50 m Freistil | 27,56 s     | 53      | ausgeschieden | ausgeschieden | ausgeschieden | ausgeschieden | 53   |
| Männer         |               |             |         |               |               |               |               |      |
| Ryan Maskelyne | 200 m Brust   | 2:15,33 min | 32      | ausgeschieden | ausgeschieden | ausgeschieden | ausgeschieden | 32   |

### Segeln
| Athleten      | Wettbewerb   | Qualifikation | Qualifikation | Medal Race    | Medal Race    | Punkte | Rang |
| Athleten      | Wettbewerb   | Punkte        | Rang          | Punkte        | Rang          | Punkte | Rang |
| ------------- | ------------ | ------------- | ------------- | ------------- | ------------- | ------ | ---- |
| Frauen        |              |               |               |               |               |        |      |
| Rose-Lee Numa | Laser Radial | 373,0         | 44            | ausgeschieden | ausgeschieden | 373,0  | 44   |
| Männer        |              |               |               |               |               |        |      |
| Te'ariki Numa | Laser        | 306,0         | 35            | ausgeschieden | ausgeschieden | 306,0  | 35   |